# 1–12 Claremont Terrace

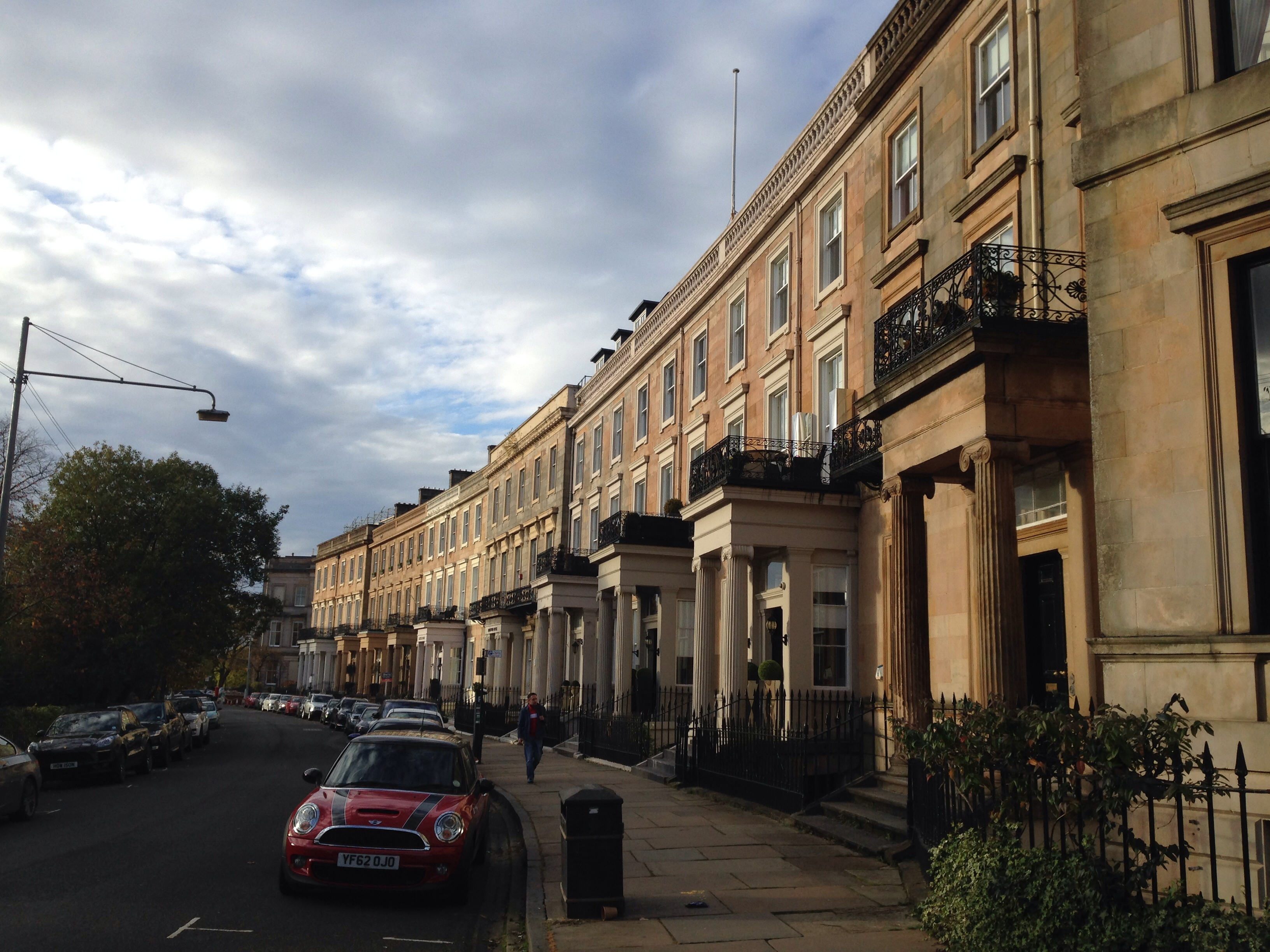
1–12 Claremont Terrace

Unter der Adresse 1–12 Claremont Terrace in der schottischen Stadt Glasgow befindet sich ein Ensemble von Wohngebäuden. 1970 wurde es als Einzeldenkmal in die schottischen Denkmallisten in der höchsten Denkmalkategorie A aufgenommen. Des Weiteren ist es Teil eines umfassenderen Denkmalensembles der Kategorie A.

## Geschichte
Als erstes Gebäude entstand die auch als Beresford House bekannte Hausnummer sechs im Jahre 1842. Für den Entwurf zeichnet der schottische Architekt John Baird verantwortlich. Um das ehemals freistehenden Gebäude wurde im Jahre 1847 die übrige Gebäudezeile erbaut. Die Hausnummer fünf wurde 1903 überarbeitet. 1936 wurde die Hausnummer drei zu einem Pflegeheim umgebaut.

## Beschreibung
Die Gebäudezeile liegt am Kelvingrove Park am Südrand des Park Districts. Umliegend sind die Gebäudegruppen 1–6 Park Gardens und 1–22 Woodside Terrace. Links führt die Treppe an der Clifton Street die Geländestufe hinauf. Die dreistöckigen Gebäude sind klassizistisch ausgestaltet. Die südexponierten Hauptfassaden sind jeweils drei Achsen weit. Eine Ausnahme bildet die fünf Achsen weite Hausnummer sechs. Die Eingangstüren sind mit ionischen Säulen gestaltet. Im ersten Obergeschoss sind die Fenster mit schlichten Bekrönungen gestaltet. Darunter verläuft ein Fenstergesimse. Auf den Vordächern sind Balkone mit filigran gestaltetem Gusseisengeländer eingerichtet.